# Komaralingam
Komaralingam es una ciudad y nagar Panchayat situada en el distrito de Tirupur en el estado de Tamil Nadu (India). Su población es de 13642 habitantes (2011).

## Demografía
Según el censo de 2011 la población de Komaralingam era de 13642 habitantes, de los cuales 6791 eran hombres y 6851 eran mujeres. Komaralingam tiene una tasa media de alfabetización del 69,80%, inferior a la media estatal del 80,09%: la alfabetización masculina es del 77,77%, y la alfabetización femenina del 61,97%.